# New Bremen
New Bremen é uma vila localizada no estado norte-americano de Ohio, no Condado de Auglaize.

## Demografia
Segundo o censo norte-americano de 2000, a sua população era de 2909 habitantes.
Em 2006, foi estimada uma população de 2991, um aumento de 82 (2.8%).

## Geografia
De acordo com o United States Census Bureau tem uma área de
5,3 km², dos quais 5,3 km² cobertos por terra e 0,0 km² cobertos por água. New Bremen localiza-se a aproximadamente 296 m acima do nível do mar.

## Localidades na vizinhança
O diagrama seguinte representa as localidades num raio de 12 km ao redor de New Bremen.